# Driss El Himer
Driss El Himer (Rabat, 4 april 1974) is een Franse langeafstandsloper van Marokkaanse afkomst. El Himer ging in 1993 bij het vreemdelingenlegioen en verwierf drie jaar later het Franse staatsburgerschap. Hij werd daarna verschillende malen Frans kampioen op diverse afstanden. Ook nam hij eenmaal deel aan de Olympische Spelen, maar won bij die gelegenheid geen medailles.

## Loopbaan
Op de Europese kampioenschappen van 1998 in Boedapest werd El Himer zevende en op de wereldkampioenschappen van 2001 elfde op de 5000 m. In hetzelfde jaar won hij de marathon van Amsterdam in 2:07.02. In 2003 werd hij vierde op de marathon van Parijs in 2:06.48, wat ook zijn persoonlijk record is.
Op de WK van 2005 in Göteborg werd El Himer achtste op de 10.000 m. Een jaar later werd hij zesde op de marathon van Berlijn.
El Himer is drievoudig Frans kampioen op de 5000 m, viervoudig op de 10.000 m, tweemaal op de 10 km en achtvoudig bij het veldlopen.

## Titels
- Frans kampioen 5000 m - 1998, 2000, 2003
- Frans kampioen 10.000 m - 2004, 2005, 2006, 2010
- Frans kampioen 10 km - 2009, 2011
- Frans kampioen veldlopen - 1998, 1999, 2001, 2003, 2005, 2007, 2009, 2010

## Persoonlijke records
Baan
| Onderdeel   | Prestatie | Datum            | Plaats      |
| ----------- | --------- | ---------------- | ----------- |
| 1500 m      | 3.37,01   | 29 juni 1999     | Straatsburg |
| 3000 m      | 7.34,46   | 29 juli 1998     | Parijs      |
| 2 Eng. mijl | 8.23,53   | 30 mei 1999      | Hengelo     |
| 5000 m      | 13.10,99  | 25 augustus 2000 | Brussel     |
| 10.000 m    | 27.48,00  | 5 juni 2002      | Marseille   |

Weg
| Onderdeel      | Prestatie | Datum            | Plaats         |
| -------------- | --------- | ---------------- | -------------- |
| 10 km          | 28.13     | 1 mei 2001       | Marseille      |
| halve marathon | 1:01.30   | 3 september 2005 | Lille (Rijsel) |
| 30 km          | 1:29.45   | 6 april 2003     | Parijs         |
| marathon       | 2:06.48   | 6 april 2003     | Parijs         |

## Palmares

### 3000 m
- 1998: 5e Meeting Gaz de France in Parijs - 7.34,46
- 2002:  Meeting du Nord in Villeneuve d'Ascq - 7.45,00
- 2002: 4e Norwich Union British Grand Prix in Londen - 7.51,30

### 5000 m
- 1998:  Franse kamp. in Dijon - 13.26,16
- 1998: 7e EK - 13.41,36
- 1999:  Franse kamp. in Niort - 13.52,43
- 1999:  Nacht van de Atletiek in Hechtel - 13.20,94
- 2000:  Franse kamp. in Nice - 13.28,13
- 2001: 12e WK - 13.28,14
- 2002:  Meeting DNA de Strasbourg - 13.20,79
- 2003:  Franse kamp. in Narbonne - 13.34,97

### 10.000 m
- 2002:  Franse kamp. in Marseille - 27.48,00
- 2004:  Franse kamp. in Toulouse - 28.33,84
- 2005:  Franse kamp. in Obernai - 28.30,80
- 2006:  Franse kamp. in Saint Maur - 28.12,76
- 2006: 8e EK - 28.30,09
- 2008: 11e Franse kamp. in St-Maur-des-Fossés - 28.34,47
- 2009:  Franse kamp. in Villefranche-sur-Saone - 29.18,10
- 2010:  Franse kamp. in Villefranche-sur-Saône - 28.54,16
- 2012:  Franse kamp. in Moirans - 29.19,19
- 2013:  Franse kamp. in Saint-Maur-des-Fossés - 29.05,82

### 5 km
- 2015:  La Wantzenau - 14.55

### 10 km
- 2005: 4e Great Caledonian Run in Edinburgh - 28.52
- 2006: 5e Great Edinburgh Run - 29.28
- 2006: 5e Great Manchester Run - 28.32
- 2009: 6e Corrida van Houilles - 29.18
- 2011:  Franse kamp. in Vittel - 29.41

### 20 km
- 2008: 5e Marseille-Cassis (20,3 km) - 1:02.05
- 2009: 5e Marseille-Cassis (20,3 km) - 1:01.44

### halve marathon
- 2001:  halve marathon van Lille - 1:02.08
- 2005:  halve marathon van Lille - 1:01.30
- 2009:  halve marathon van Beaufort en Vallée - 1:03.57
- 2010: 33e WK - 1:04.52
- 2014: 69e WK - 1:05.00
- 2014: 4e halve marathon van Saint Denis - 1:06.15

### marathon
- 1997: 33e marathon van New York - 2:27.08
- 2001:  marathon van Amsterdam - 2:11.51
- 2002: 7e marathon van Seoel - 2:14.57
- 2002: 8e Chicago Marathon - 2:11.51
- 2003: 4e marathon van Parijs - 2:06.48
- 2003: 60e WK - 2:24.23
- 2004: 13e marathon van Tokio - 2:11.55
- 2004: 68e OS - 2:29.07
- 2005: 29e marathon van Berlijn - 2:22.50
- 2006: 6e marathon van Berlijn - 2:16.44
- 2008: 10e marathon van Rotterdam - 2:12.08
- 2009: 22e marathon van Parijs - 2:16.39
- 2009: 44e WK - 2:21.19
- 2011: 9e marathon van Berlijn - 2:14.38

### veldlopen
- 1993: 32e WK junioren in Amorebieta - 21.43
- 1998:  Franse kamp. in Chartres - 35.02 (2e overall)
- 1998:  EK in Ferrara - 28.16
- 1998: 50e WK (lange afstand) in Marrakech - 36.32
- 1999:  WK militairen in Mayport - onbekend
- 1999: 13e WK (korte afstand) in Belfast - 12.56
- 2000:  EK in Malmö - 29.45,  landenklassement
- 2000:  WK militairen in Algiers - 14.28
- 2001: 6e WK (lange afstand) in Oostende - 40.13
- 2003:  Franse kamp. in Salon de Provence - 34.05
- 2003: 10e EK in Edinburgh - 31.34,  landenklassement
- 2005: 52e WK (lange afstand) in Saint Galmier - 38.24
- 2005: 13e EK in Tilburg - 27.43
- 2006: 6e EK in San Giorgio su Legnano - 28.17,  landenklassement
- 2007:  Franse kamp. in Vichy - 35.46
- 2008: 14e EK in Brussel - 31.43,  landenklassement
- 2009:  Franse kamp. in Aix-les-Bains - 35.43
- 2009: 11e EK in Dublin - 31.54
- 2010:  Franse kamp. in Roche-sur-Yon - 35.08
- 2010: 27e WK in Bydgoszcz - 34.27
- 2010: 14e EK in Albufeira - 29.41,  landenklassement
- 2012: 35e EK in Boedapest - 31.13
- 2014: 11e Franse kamp. in Le Pontet - 38.16